# Selve (entreprise métallurgique suisse)
Pour les articles homonymes, voir Selve.
Selve est une ancienne entreprise métallurgique suisse, située à Thoune.
Elle est rachetée en 1979 par Werner K. Rey, puis fusionnée en 1985 avec Swissmetal. La production prend fin sur le site en 1993.